# Campamento de Fawwar
El Campamento de Fawwar (en árabe: مخيّم الفوّار‎: مخيّم الفوّار), también conocido como Fuar o el-Fuar, es un campamento de refugiados palestino en la Gobernación de Hebrón, el más meridional de todos los campamentos de Cisjordania.

## Geografía y demografía
El campamento de Fawwar se encuentra ubicado junto a la ciudad homónima y seis kilómetros al suroeste de Hebrón, al sur de Cisjordania. El campamento se divide en barrios con nombre de los pueblos de origen de los refugiados que los habitan. A pocos kilómetros se encuentran el asentamiento israelí de Beit Haggay y el campamento militar israelí de Adurayim, conocido por los palestinos como al-Majnooni ("el lugar de la locura"). Hay una torre de observación y un puesto de control militar israelí a la entrada del campamento.
Según la Oficina Central de Estadísticas de Palestina, el campamento tenía una población de 6.544 habitantes en 2007. Según UNRWA España, a fecha de enero de 2014, 8.066 refugiados vivían en el campamento. Según UNRWA.org, su población es de aproximadamente 9.500 habitantes. La densidad de población es de 35,185 habitantes por kilómetro cuadrado

## Infraestructuras
La superficie del campamento es de 0,27 kilómetros cuadrados. UNRWA administra cuatro escuelas -dos para niños y dos para niñas- que dan servicio a más de 2.000 alumnos, con acceso a bibliotecas, laboratorios y salas de ordenadores. En 2005, la Autoridad Nacional Palestina construyó institutos de educación secundaria en el campamento para que los alumnos no tuvieran que salir de él.

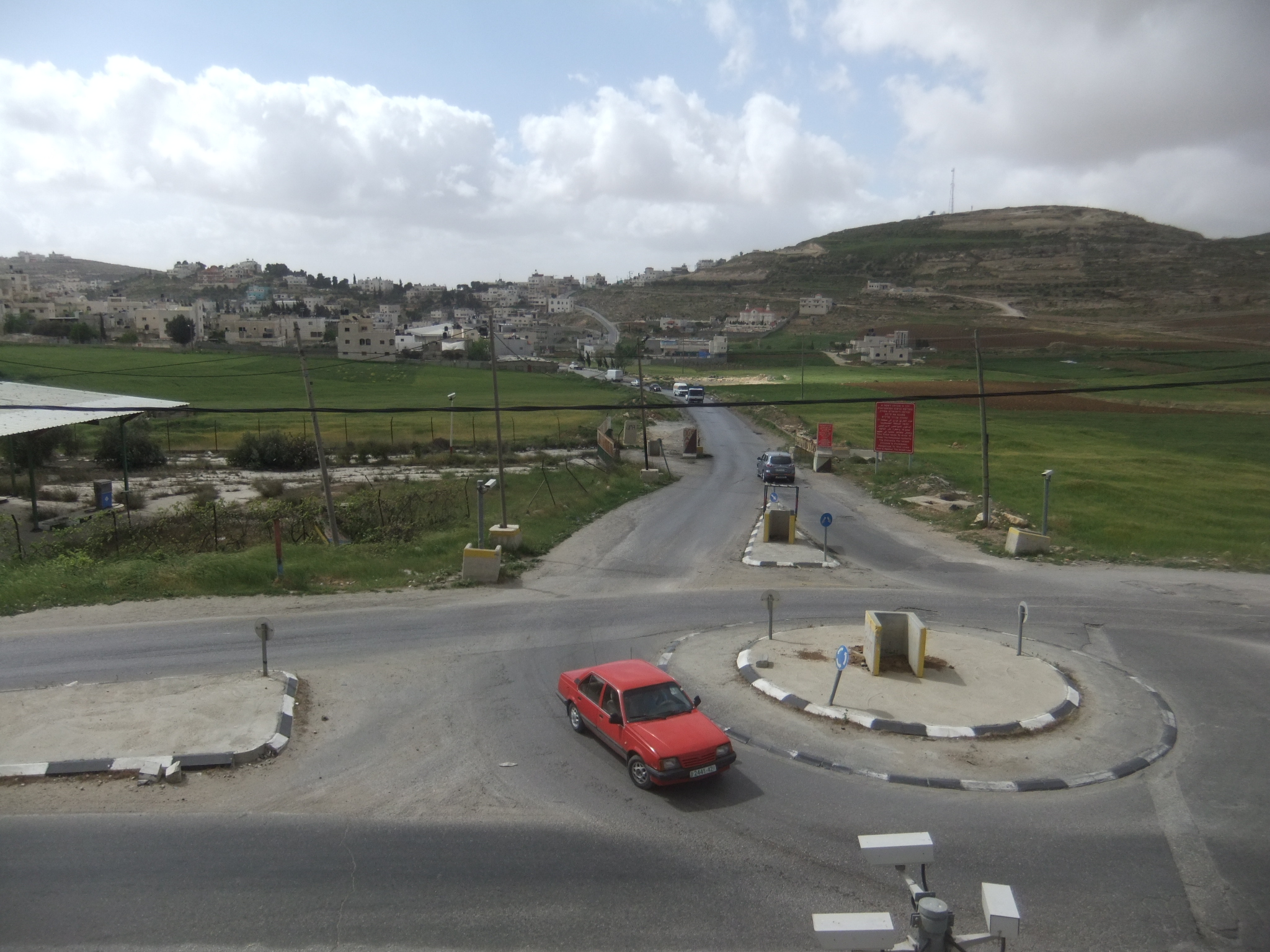
Entrada de Fawwar

UNRWA también administra un centro de salud con servicios básicos (tratamientos reproductivos, pediatría, vacunación y chequeos médicos), y un dentista acude al campamento dos veces a la semana. Sin embargo, no hay servicios de urgencias ni rayos X, lo que resulta problemático porque una ambulancia tarda más de media hora en llegar a Hebrón (a tan solo seis kilómetros de distancia), siempre que no se retrase en el acceso al campamento. La media de visitas por día y doctor es de más de 100.
Hay también un centro de distribución, un centro de la mujer, un centro comunitario de rehabilitación y un centro de recursos educativos en el campamento. Todas las casas están conectadas a un servicio público de agua y de electricidad, aunque no todas disponen de alcantarillado público, y los cortes de agua en verano y de electricidad en invierno son relativamente frecuentes. Además, el campamento tiende a inundarse cuando llueve con fuerza. Los residentes del campamento trabajan casi en su totalidad en Israel y se ven especialmente afectados por los recortes en el acceso al mercado de trabajo israelí, especialmente desde la construcción del muro de separación y del establecimiento de permisos especiales de acceso, lo que ha causado altos niveles de desempleo y pobreza en Fawwar.
UNRWA proporciona comida a unos 730 refugiados empobrecidos del campamento, y ofrece trabajos remunerados de tres meses a familias con necesidades económicas especiales. Estos trabajos incluyen el mantenimiento de plazas públicas, limpieza y rehabilitación de calles y saneamiento.

## Historia
El 29 de noviembre de 1947, la Asamblea General de las Naciones Unidas aprobó la resolución 181, más conocida como el Plan de Partición de Palestina, que impulsaba la creación de un estado judío y uno árabe en el territorio del Mandato Británico de Palestina. Como consecuencia del avance de las tropas judías antes y durante la guerra árabe-israelí de 1948, unos 700.000 palestinos fueron expulsados o huyeron de sus hogares. A la conclusión de la guerra, Israel les negó el derecho de retorno, por lo que Naciones Unidas decidió crear la Agencia de Naciones Unidas para los Refugiados de Palestina en Oriente Próximo (UNRWA) y una serie de campamentos de refugiados en la Franja de Gaza, Cisjordania, Líbano, Siria y Jordania. El campamento de Fawwar se creó en 1949 para alojar a los refugiados palestinos provenientes de 18 pueblos de la zona de Gaza, el oeste de Hebrón, Beersheba y Bayt Jibrin.

### Ocupación israelí
Fawwar, como el resto de Palestina, permanece bajo ocupación israelí desde la guerra de los Seis Días en 1967. La ONU considera esta ocupación ilegal y ha exigido en numerosas resoluciones la retirada de Israel a las fronteras anteriores a 1967. La población en el censo de 1967, llevado a cabo por las autoridades israelíes, era de 2.233 personas.
La presencia militar israelí a la entrada del campamento, sus incursiones y cierres de las entradas han generado numerosos choques con los jóvenes de Fawwar. Según UNRWA, muchos niños experimentan dificultades emocionales y actitudinales debido a los frecuentes cierres del campamento.
El 6 de abril de 2002, el ejército israelí mató de un disparo en el pecho a Rubin Jamil al-Khdour, de 14 años, cuando este arrojaba piedras a un tanque durante una incursión en el campamento. El 20 de mayo de 2004, Islam Muhammad Mahmoud Husniya, de 13 años, murió de un disparo en la cabeza durante una manifestación contra una reciente incursión israelí en Rafah.
En 2009, soldados israelíes dispararon a Yakub Nasser, de 14 años, en el propio campamento de Jalazone, destrozándole el estómago y la espina dorsal y dejándole paralítico de ambas piernas.
El 12 de marzo de 2013, un vehículo militar israelí se adentró en el campamento y se quedó atascado en una calle. El vehículo fue apedreado y los soldados comenzaron a disparar, matando a un joven de 22 años llamado Mahmoud 'Adel Fares a-Titi.

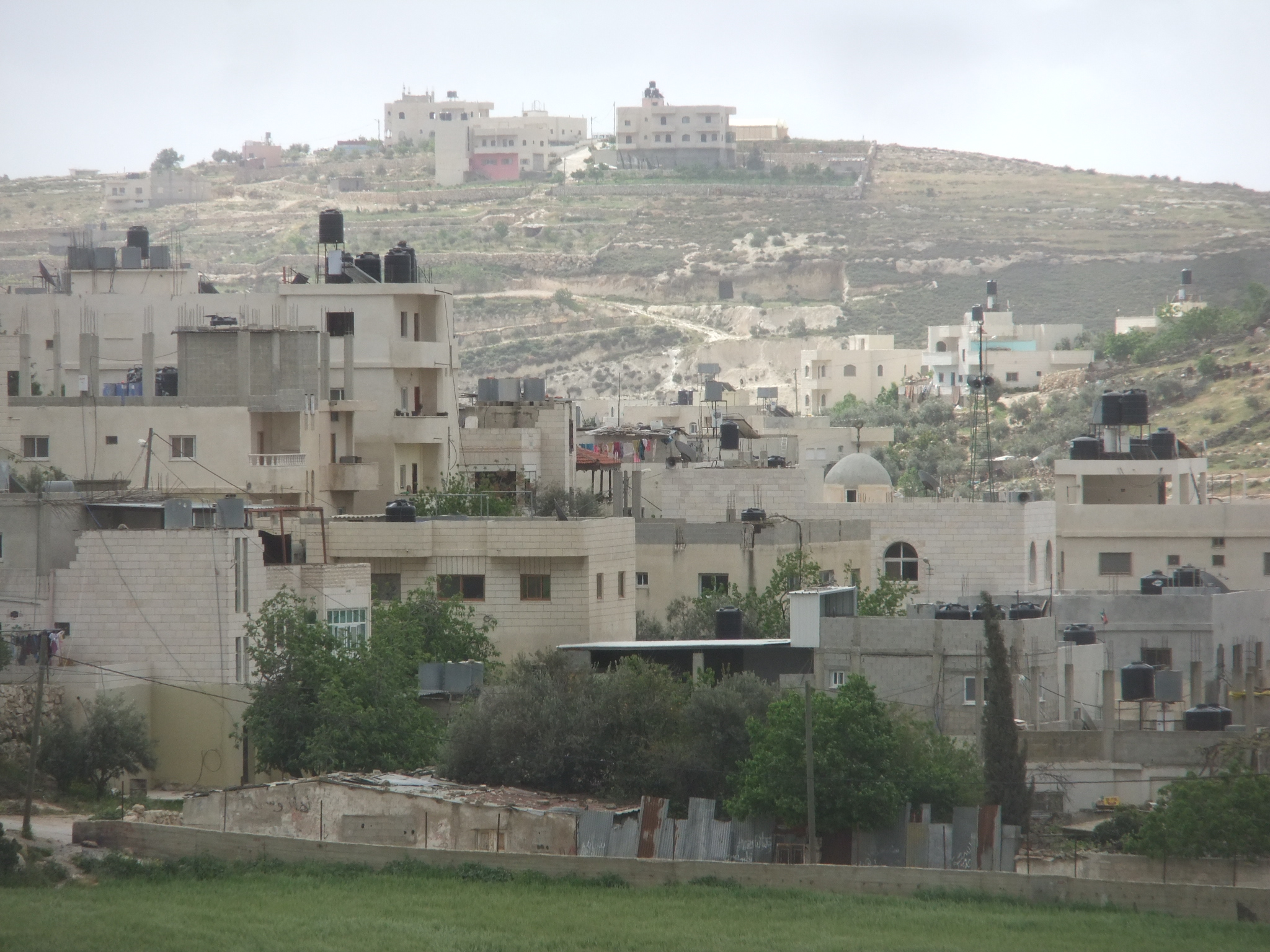
Campamento de Fawwar

En abril de 2013, el ejército israelí destruyó el pozo con el que un habitante del campo de refugiados de Fawwar regaba sus plantaciones. Este pozo había sido construido con fondos de la Unión Europea y había costado 8.000 euros.
El 10 de agosto de 2014, dos jeeps militares israelíes se adentraron en el campamento. Un soldado bajó de su jeep, apuntó su rifle a la parte superior de un niño que huía y le disparó. Luego se montó en el jeep y abandonó junto con sus compañeros el campamento. El niño de 10 años, llamado Khalil Muhammad Ahmad al-'Anati, murió desangrado por el disparo en la espalda antes de llegar al hospital Al Ahli de Hebrón. Poco antes de que le dispararan, había estado lanzando piedras al jeep militar en compañía de otros niños.
El 25 de noviembre de 2015, Muhammad Isma'il Muhammad a-Shobaki, de 20 años, atacó e hirió gravemente a un soldado israelí y poco después murió por las heridas sufridas. Soldados israelíes evitaron que las ambulancias asistieran a Muhammad durante una media hora.
El 16 de agosto de 2016, un francotirador israelí mató a Muhammad Yusef Saber Abu Hashhash, de 19 años, durante una incursión en el campamento de refugiados de Fawwar. Una bala penetró en su cuerpo por la espalda y salió por el pecho, justo por encima del corazón. Otros 32 palestinos resultaron heridos en este asalto, además de 3 detenidos. Los tres batallones israelíes responsables de la incursión asaltaron unas 200 casas, causando destrozos en 28 de ellas y encerrando frecuentemente a todos los miembros de las familias afectadas en una sola habitación durante horas. Una investigación de B'Tselem concluyó que Muhammad no suponía ningún riesgo para los soldados que lo mataron.
Durante una incursión israelí en el campamento en la madrugada del 13 de mayo de 2020, un soldado del grupo de operaciones especiales del ejército israelí mató al joven palestino Zeid Qaysiyah, de 17 años. La operación iba destinada a detener a otro joven del campamento, Ayman Halikawi, de 18 años y con una discapacidad mental, por haber publicado una amenaza en Facebook. Un grupo de chicos del campamento observaban la incursión desde el tejado de su casa cuando un soldado, ubicado a más de 100 metros de distancia, apuntó y disparó a la cabeza de Zeid, causándole la muerte al instante.
Según el periodista israelí Gideon Levy, en el campamento se respira  "un espíritu de lucha, determinación, calor humano y simplicidad".